# Regiões do Brasil
- 1  Região Norte
- 2  Região Nordeste
- 3  Região Centro-Oeste
- 4  Região Sudeste
- 5  Região Sul

Mapa das regiões do Brasil definidas pelo IBGE:

As regiões do Brasil são os agrupamentos das unidades da federação em regiões com o propósito de ajudar interpretações estatísticas, implantar sistemas de gestão de funções públicas de interesse comum ou orientar a aplicação de políticas públicas dos governos federal e estadual. Essa divisão do Brasil foi elaborada pelo Instituto Brasileiro de Geografia e Estatística (IBGE) em 1970 e criou cinco regiões: Centro-Oeste, Nordeste, Norte, Sudeste e Sul.
Essas regiões possuem caráter legal e são consideradas em legislações diversas. Na Constituição brasileira de 1988, são designadas simplesmente como "regiões" ou como "regiões macroeconômicas". Entretanto, isso não implica personalidade jurídica própria, nem os cidadãos elegem representantes da região. Não há, portanto, qualquer tipo de autonomia política das regiões brasileiras como há em outros países.
Trata-se da forma de regionalização oficial do país. Outras formas incluem aquelas com definição ou alguma consideração legal, a exemplo das regiões hidrográficas e das regiões fiscais, como também incluem propostas de alternativas discutidas nos meios acadêmico e escolar, a exemplo dos três complexos geoeconômicos (proposta pelo geógrafo Pedro Pinchas Geiger) ou dos quatro Brasis (proposta pelos geógrafos Milton Santos e María Laura Silveira).

## História
No Brasil, houve pelo menos quatro divisões do território nacional ao longo da história que estabeleceram regiões respeitando os limites das unidades federadas. Dessas quatro, a mais antiga (de 1913) é anterior ao IBGE (criado em 1936), a segunda (de 1938) foi adotada em virtude do lançamento do Anuário Estatístico do Brasil, já a terceira (de 1942) e a quarta (de 1969) foram propostas pelo IBGE. Ao longo do tempo, elementos humanos também passaram a compor ao lado de elementos físicos os critérios para agrupar as unidades federadas, conforme características comuns percebidas para a conformação de regiões.
Dentre aquelas com grande repercussão, a primeira proposta de divisão do Brasil em grandes regiões data de 1913. Com o propósito do ensino de geografia, os critérios da regionalização foram o clima, a vegetação e o relevo, preferidos por serem mais duradouros que critérios baseados em atividades humanas mutáveis no decorrer do tempo. Nesta primeira versão, o Brasil foi dividido em cinco regiões. O Brasil Setentrional (Brasil Amazônico, ou Estados da Amazônia) compreendia Amazonas, Pará e o território do Acre; Brasil Norte-Oriental (ou Brasil de Nordeste) compreendia Maranhão, Piauí, Ceará, Rio Grande do Norte, Paraíba, Pernambuco, Alagoas; Brasil Central (ou Brasil Ocidental) compreendia Mato Grosso e Goiás; Brasil Oriental compreendia Sergipe, Bahia, Minas Gerais, Espírito Santo, Rio de Janeiro e o então Distrito Federal; e Brasil Meridional compreendia São Paulo, Paraná, Santa Catarina e Rio Grande do Sul. Essa regionalização foi elaborada pelo geógrafo Delgado de Carvalho em seu primeiro livro didático ao retomar, com poucas alterações, a divisão feita por Manuel Said Ali Ida no livro Compendio de Geografia Elementar (de 1905).
Na década de 1930, as divisões se proliferaram e houve demanda por uma regionalização de caráter oficial. Foi criado em 1936 o Instituto Brasileiro de Geografia e Estatística (IBGE), órgão governamental brasileiro responsável pela divisão regional oficial em vigência hoje. Por outro lado, a divisão usada pelo Ministério da Agricultura foi a escolhida organizar os dados estatísticos de população, território e economia presentes no Anuário Estatístico do Brasil, publicado em 1938. Por essa divisão, os estados de Minas Gerais, Goiás e Mato Grosso conformavam a região Centro; os estados de Sergipe, Bahia e Espírito Santo conformavam a região Este; os estados de Alagoas, Ceará, Paraíba, Pernambuco e Rio Grande do Norte conformavam a região Nordeste; o território do Acre e os estados do Amazonas, Maranhão, Pará e Piauí conformavam a região Norte; e o então Distrito Federal e os estados do Paraná, São Paulo, Santa Catarina, Rio de Janeiro e Rio Grande do Sul conformavam a região Sul.
Somente mais tarde, em 1942, o IBGE elaborou sua primeira divisão oficial e aprovada pelo presidente da República. Foi feita a partir de alterações na divisão de 1913. Foram demarcadas sete regiões: o Brasil Norte-Oriental foi dividido em Nordeste Ocidental (Maranhão e Piauí) e Nordeste Oriental (Alagoas, Ceará, Paraíba, Pernambuco e Rio Grande do Norte); o Brasil Oriental em Leste Setentrional (Bahia e Sergipe) e Leste Meridional (Minas Gerais, Espírito Santo, Rio de Janeiro e o então Distrito Federal); o Brasil Central foi chamado de Centro-Oeste (Goiás, Mato Grosso e território de Ponta-Porã), o Brasil Setentrional de Norte (Amazonas, Pará e território do Acre) e o Brasil Meridional de Sul (Paraná, Rio Grande do Sul, Santa Catarina, São Paulo e território do Iguaçu). No mesmo ano de 1942, o território federal de Fernando de Noronha foi criado (na região Nordeste Oriental) e no ano seguinte foi a vez dos territórios do Rio Branco, Amapá e Guaporé (todos na região Norte). Em 1946, os territórios de Ponta-Porã e do Iguaçu foram extintos. Em 1960, foi criada Brasília e, com isso, o distrito federal passou a ser parte do Centro-Oeste e o antigo distrito federal tornou-se o estado da Guanabara. Em 1962, o Acre passou a ser estado e o território do Rio Branco foi batizado como Roraima.

### Regionalização atual
Após as sucessivas atualizações da divisão de 1942 decorrentes das reconfigurações internas do federalismo, o IBGE produziu uma nova regionalização em 1969. Trata-se da versão ainda vigente que dá os contornos das regiões atuais: Bahia e Sergipe passaram a ser parte do Nordeste, enquanto Rio de Janeiro, Espírito Santo e Minas Gerais foram unidos a São Paulo na região Sudeste. Poucos anos depois, o sul de Mato Grosso se tornou autônomo, com o nome de Mato Grosso do Sul, permanecendo parte do Centro-Oeste. Depois disso, apenas algumas mudanças pequenas foram adicionadas, com a Constituição de 1988: o norte de Goiás foi separado com o nome de Tocantins e anexado à região Norte; Roraima, Rondônia e Amapá passaram de território a estado; Fernando de Noronha passou de território federal a distrito estadual de Pernambuco. Assim, foram formadas cinco regiões, descritas a seguir.
- Região Centro-Oeste — abrange três estados (Goiás, Mato Grosso e Mato Grosso do Sul) e o Distrito Federal, ocupa 18,86% do território brasileiro (1 606 234,47 quilômetros quadrados)[8], sua população é de cerca de 16 milhões de habitantes.
- Região Nordeste — abrange nove estados (Alagoas, Bahia, Ceará, Maranhão, Paraíba, Pernambuco, Piauí, Rio Grande do Norte e Sergipe), possui um território de 1 554 291,10 quilômetros quadrados[8] (18,25% do território nacional), tem o terceiro maior produto interno bruto (PIB) do Brasil entre as grandes regiões e sua população é superior a 50 milhões de habitantes.
- Região Norte — abrange sete estados (Acre, Amapá, Amazonas, Pará, Rondônia, Roraima e Tocantins), possui a maior área (3 853 840,88 quilômetros quadrados[8], ou 45,26% do território nacional) e a população é de 16,3 milhões de habitantes. É a região com a menor densidade demográfica (3,77 habitantes por quilômetro quadrado, segundo o censo de 2010 do IBGE.
- Região Sudeste — abrange quatro estados (Espírito Santo, Minas Gerais, Rio de Janeiro e São Paulo), possui um território de 924 608,85 quilômetros quadrados[8] (10,86% do território nacional), sua população é de cerca de 80 milhões de habitantes, possui o maior PIB bem como as duas cidades mais populosas do Brasil: São Paulo, com pouco mais de 11 milhões de habitantes[9] e Rio de Janeiro com cerca de 6 milhões.[9]
- Região Sul — abrange três estados (Paraná, Rio Grande do Sul e Santa Catarina), possui a menor área (576 783,78 quilômetros quadrados, ou 6,77% do território nacional), sua população é de mais de 26 milhões de habitantes, é a segunda região mais rica do país (depois da Região Sudeste), e é a que possui o maior Índice de Desenvolvimento Humano (IDH), maior taxa de alfabetização e os melhores níveis de educação, saúde e bem-estar social do país.